# Лети, Лиза
Лети, Лиза — песня написанная композитором Егором Солодовниковым в 2013 году в исполнении известной украинской певицей Ёлкой. Спродюсированная Ёлкой, Алёной Михайловой и Лианой Меладзе композиция была выпущена лейблом Velvet Music. Премьера песни на радио состоялась 10 сентября 2013 года. Цифровой релиз состоялся 15 сентября. Клип на композицию выпущен на российском интернет-канале «ELLO» 19 сентября 2013 года. Режиссёром клипа стал Александр Стеколенко.
Записанная в жанре поп, «Лети, Лиза» является динамичной, танцевальной композицией, с минорной гармонией и элементами танцевальной музыки в аранжировке. Песня получила положительные отзывы от критиков из журнала «Афиша» назвал её «самой популярной русскоязычной песней года».

## Предыстория
Выпущенная в середине 2013 года песня «Лети, Лиза» стала одной из самых успешных композиций в российских и украинских чартах, получила успех у критиков и номинацию в категории «Лучшая песня» на премии Муз-ТВ 2014. В августе 2013 года стало известно что певица собирается выпустить записанную версию песни «Лети, Лиза» и снять на неё клип, но обещала что будет это в сентябре 2013 года. Известный клипмейкер Александр Стеколенко снял клип на песню «Лети, Лиза». С начала Ёлка хотела, чтобы клип на песню снял клипмейкер Сергей Ткаченко, но он снимал клип другого артиста. С 20 сентября композиция была размещена для радиоротации на портале Tophit. «Лети,Лиза», после размещения в магазине iTunes стал сразу же самым покупаемым синглом недели в русском разделе iTunes.

## Видеоклип
Съемка видеоклипа началась 1 сентября 2013 года. Песня записана была в апреле 2013 года. Режиссёром клипа стал клипмейкер «Александр Стеколенко». Ёлка показалась в одном платье: Она была в серо-бирюзовом платье, а сверху была белая накидка с синими линиями. Трейлер клипа не был представлен. Клип был представлен 19 сентября 2013 года на музыкальном интернет-канале «ELLO».

## Реакция критики
Эксперты из «Экспертного чарта» программы «Красная Звезда» дали 1 и 2 место Певице Ёлке за песни «Лети, Лиза» в 2013 году. До сих пор песни держатся в чарте на своих 1 и 2 местах.

## Мнение Ёлки
«Лети, Лиза» — песня, которая была написана Егором Солодовниковым сразу после нашего с ним разговора. Мы рассуждали с ним на тему, о чём бы мне хотелось спеть, какие мысли и какой посыл вложить в текст песни. — рассказала Ёлка, — Для меня всегда есть волшебный момент в том, откуда и как авторы получают свои песни — иногда кажется, что им смской они приходят откуда-то сверху. Но когда песня оказывается ещё и абсолютно «твоей» — это я считаю той самой необъяснимой магией."
Песня действительно очень личная — это можно услышать с первых трепетных аккордов, в искренней, интимной подаче Ёлки, да и собственно, что таить в том, что песня — про саму Лизу.
Настроение песни удивительно тонко передал в видеоряде режиссёр Александр Стеколенко. Эта история пропитана ощущением осени, она трогательна и прозрачна. Немного наивная, но в этой простоте и есть настоящая красота. Это история нескольких героинь — совершенно разных, таких прекрасных в своей индивидуальности, необычности и самобытности девушек. Они в разном эмоциональном состоянии, в разных местах, в разных обстоятельствах. У них разные характеры, внешность, интересы, способы выражения себя, но они все хотят быть счастливы. И это их желание и мысли о самом сокровенном пронизывают всё, что их окружает. Это истории обычных людей с их простыми заботами, но, соединяясь вместе, они создают красоту жизни. Это ощущение полёта и свободы — свободы наших чувств и мыслей, безграничной возможности мечтать и осуществлять свои мечты — об этом видеоклип.
«Обычно, все съемки запоминаются — это работа многих людей вокруг, это желание передать наши ощущения и показать их вам! Но эти съемки правда вспоминаются с особой теплотой — невероятно живописные места, необъятные просторы за спиной, когда сбивается дыхание и хочется летать от счастья!!»

## Список композиций
- Цифровой сингл iTunes[7]

1. «Лети, Лиза» — 3:32

## Участники записи
- Ёлка — вокал, бэк-вокал
- Егор Солодовников — автор, композитор (слова и музыка)
- Velvet Music — лейбл артиста

## Чартография
| Год  | Название     | Чарты                      | Чарты                              | Чарты                                 | Чарты                                       | Чарты                               | Чарты                             | Чарты                      | Чарты  | Чарты                      |
| Год  | Название     | СНГ (Tophit Общий Топ-100) | Россия (Tophit Московский Топ-100) | Россия (Tophit Волгоградский Топ-100) | Россия (Tophit Санкт-Петербургский Топ-100) | Украина (Tophit Украинский Топ-100) | Украина (Tophit Киевский Топ-100) | Audience Choice TopHit 100 | Латвия | СНГ (Tophit Годовой общий) |
| ---- | ------------ | -------------------------- | ---------------------------------- | ------------------------------------- | ------------------------------------------- | ----------------------------------- | --------------------------------- | -------------------------- | ------ | -------------------------- |
| 2013 | «Лети, Лиза» | 36                         | 63                                 | 47                                    | 1                                           | 69                                  | 94                                | 14                         | -      | 1                          |

«—» — песня отсутствовала в чарте

## История релиза
| Регион | Дата             | Формат               | Лейбл        |
| ------ | ---------------- | -------------------- | ------------ |
| СНГ    | 20 сентября 2013 | Радиоротация         | Velvet Music |
| Россия | 19 сентября 2013 | Цифровая дистрибуция | Velvet Music |